# Хазира Обид-ходжи
Хазира Обид-ходжи (узб. Obid Xoja xazirasi) — памятник архитектуры в Бухаре. Эта святыня находится в архитектурном комплексе Чор Бакр и была построена в XVIII веке.
Хазира включена в национальный список объектов материального культурного наследия Узбекистана республиканского значения.

## Архитектура
Мавзолей Обид-ходжи находится напротив ворот «Мозори Дарвоза», вход в хазиру осуществляется через дверь. Он расположен внутри гробницы ходжи Саада. На момент постройки хазира Обид-ходжи была со всех четырёх сторон окружена стеной, а внутри были установлены фонарные столбы. В наше время сами фонарные столбы не сохранились, но сохранилось место установки столбов. Во время реставрационных работ, в 1999 году, стены высотой 1,5 метра были отремонтированы и оштукатурены. В данное время на северной стороне хазиры находится чилляхона (подземная келья). Чилляхона построена с куполом, колоннами и крыльцом. В чилляхоне имеются входные двери дверь с двух сторон. В хазире расположены несколько могил и надгробий. По словам историка Ибодат Раджабовой, надгробия в этом месте добавлялись несколько раз.

Первая эпитафия (надгробная надпись) на могиле Обид-ходжи гласит:
«Это светящаяся могила благочестивой Факриибону, дочери Хазрати Эшона ибн Мухаммада Обида Ходжи. Она умерла в месяце Мухаррам в 1170 году хиджры».
 Второе надгробие было установлено в 1755 году. На этом надгробии имеется следующая надпись:
«Это светящаяся могила Шамсиябону Султоним. Она была известна под именем Биби Жуйборий».
Семья Жуйборий пожертвовала часть своих земель для мавзолея Обид Ходжи.